# Fichten-Kugelmarienkäfer
Der Fichten-Kugelmarienkäfer (Scymnus abietis) ist ein Käfer aus der Familie der Marienkäfer (Coccinellidae).

## Merkmale
Bei den Arten der Gattung Scymnus handelt es sich um sehr kleine Marienkäfer. Der Fichten-Marienkäfer wird nur etwa zwei bis drei Millimeter groß, gilt aber in der Unterfamilie Scymninae als relativ große Art. Die Farbe von Kopf, Halsschild und Flügeldecken ist hellbraun, er besitzt keine Punkte. Die Unterseite ist rotbraun. Das Mesosternum ist etwas dunkler. Die Körperform ist länglich-oval und oberseits kurz behaart. 
Wegen seiner Färbung und Körperform könnte er mit dem Länglichovalen Marienkäfer (Rhyzobius chrysomeloides) aus der Unterfamilie der Coccidulinae verwechselt werden. Die Antennen sind aber beim Fichten-Kugelmarienkäfer wie bei allen Scymninae kürzer als der Kopf breit ist. Bei Rhyzobius sind sie länger. Von vielen Arten der Scymninae ist der Fichten-Kugelmarienkäfer aber nur schwer zu unterscheiden.

## Vorkommen
Die Käfer sind in Mittel-, Nord- und Südeuropa verbreitet, ebenso in Russland, Bulgarien und Rumänien. Sie leben hauptsächlich auf Fichten und Nadelgehölzen, aber auch auf Laubbäumen. 

## Nahrung
Die Larven ernähren sich von Blattläusen und Milben.

## Gefährdung
Der Fichten-Kugelmarienkäfer zählt in einigen Bundesländern Deutschlands zu den gefährdeten Arten und wird in der Roten Liste geführt. Als Gefährdungsursachen werden genannt:
- Nutzungsänderung von Trockenstandorten wie Halb- und Trockenrasen, Binnendünen, Brach- und Ödländern durch Auflassung der Beweidung, Verbuschung und Vermüllung
- Intensivierung der Forstwirtschaft (Monokulturen, Rückbau von Waldsäumen, Forstschutzmaßnahmen)
- Aufforstung, Intensivnutzung oder Beseitigung von Heiden, Bergwiesen und Restgehölzen
- Chemisierung in der Land- und Forstwirtschaft

## Systematik
Der Fichten-Kugelmarienkäfer gehört innerhalb der Unterfamilie Scymninae zur Tribus Scymnini. Innerhalb der Gattung Scymnus wird sie zur Untergattung Parapullus gezählt.

## Belege